# Gigafactory 1
Tesla Gigafactory (također poznata pod nazivom Gigafactory 1), tvornica je litij-ionskih baterija, smještena u Tahoe-Reno industrijskoj zoni u Nevadi, u Sjedinjenim Američkim Državama. U vlasništvu je Tesla Motors Inc. i japanske korporacije Panasonic. Veliko otvorenje održano je 29. srpnja 2016.
Sama tvornica u procesu je izgradnje, a ograničenu proizvodnju Tesla Powerwalla (baterija namijenjena kućnoj upotrebi) počela je početkom 2016. S masovnom proizvodnjom baterija počela je u siječnju 2017.
Uz Gigafactory 1, također postoji i Gigafactory 2, smještena u Buffalu, New York, SAD, a u planu je i izgradnja takvih tvornica u Europi i Aziji.

## Povijest

### Planiranje izgradnje
Pojam ovakve tvornice prvi puta se u javnosti spominje u studenome 2013. i Tesla tada kreće u odabir mjesta gradnje. Američke države, u kojima su bile potencijalne lokacije, blie su Nevada, Teksas, Kalifornija, Arizona i Novi Meksiko. Izgradnja tvornice najavljena je 26. veljače 2014. godine, a 31. srpnja iste godine potpisan je ugovor između Tesla Motors Inc. i japanske korporacije Panasonic u kojem dogovaraju suradnju u izgradnji postrojenja za proizvodnju baterija. Ukupne investicije procjenjuju se na 5 milijardi dolara. Nedugo kasnije, 4. rujna 2014., Nevada je odabrana kao mjesto gradnje tvornice, ponajprije zbog svojeg bogatstva obnovljivim izvorima energije - energije vjetra, Sunca i geotermalne energije. Veliki faktor bila je vjerojatno i blizina rudnika litija, smještenog 320 km jugoistočno u mjestu Silver Peak, jedinog takvog komercijalne vrste u Sjevernoj Americi. Početkom 2016. predsjednik Panasonica Kazuhiro Tsuga potvrđuje planiranu investiciju od strane njegove tvrtke u vrijednosti od 1.6 milijardi dolara.

### Početak proizvodnje
Veliko otvorenje održano je 29. srpnja 2016. godine. U trenutku otvorenja bilo je izgrađeno tek 14% ukupne veličine tvornice, to jest 3 od ukupno 21 ''bloka''.
U listopadu 2016. objavljeno je da će se u tvornici također proizvoditi elektromotori i pogonske jedinice, time i cijeli automobili, a ne samo baterije. Masovna proizvodnja baterija započela je u siječnju 2017.

## Izgradnja tvornice
Tvornica je osmišljena kao postrojenje koje samo stvara svu energiju potrebnu za proizvodnju, i to pomoću obnovljivih izvora – energije vjetra te geotermalne i sunčeve energije. Namjerno nisu izgrađeni cjevovodi prirodnog plina, kako tvornica ne bi imala štetnih emisija produkata izgaranja. Čitav krov prekriven je solarnim pločama, a u neposrednoj blizini tvornice je vjetropark. Za grijanje se koriste dizalice topline.

Tvornica će se prostirati na preko pola milijuna kvadratnih metara, s ukupno 1,5 milijuna kvadratnih metara prostora za rad podijeljeno na nekoliko katova. Oblika je dijamanta, zbog bolje iskoristivosti prostora, prvenstveno zbog velike površine krova na kojemu se nalaze solarne ploče. Izgradnja je podijeljena u nekoliko faza, kako bi proizvodnja započela odmah u završenim dijelovima tvornice i s vremenom se proširivala zajedno s objektom. U siječnju 2017. tvornica se prostirala na 200.000 metara kvadratnih s pola milijuna kvadrata prostora za korištenje, podijeljenog na nekoliko katova. Predviđa se da će gradnja završiti do 2020. godine. Prema predviđanjima, broj zaposlenih u samoj tvornici do 2022. godine trebao bi biti oko 6500 ljudi, pretežno iz Nevade, a u dodatnim poslovima u okolnim regijama otvorilo bi se između 20.000 i 30.000 radnih mjesta.
- Tesla Gigafactory, svibanj 2016., pogled iz zraka
- Tesla Gigafactory, studeni 2016., pogled iz zraka
- Tesla Gigafactory, kolovoz 2017., pogled iz zraka

## Proizvodnja

### Proizvodi
Gigafactory proizvodi litij-ionske baterije koje će se koristiti u Teslinim proizvodima za pohranu energije (Powerwall i Powerpack) i u Modelu 3, Teslinu automobilu. Osim baterija, u tvornici se kompletno proizvode i Powerwall baterije za kućnu upotrebu, kao i nešto veća verzija iste baterije pod nazivom Powerpack.
U tvornici će se također proizvoditi i Teslini automobili, kompletno sa svim dijelovima. Time će i sama cijena automobila pasti. Do 2018. predviđa se proizvodnja 500.000 automobila i 50 GWh izlazne snage, a po završetku izgradnje te brojke se procjenjuju na 1.500.000 automobila i 150 GWh izlazne snage.

### Litij-ionske baterije
Teslini proizvodi, kao što su Tesla Model S i Model X, koriste litij-ionske baterije u 18650 pakiranju. To su cilindrične baterije promjera 18 mm i duljine 65 mm ( odakle i oznaka '18650'). Baterije koje se proizvode u ovoj tvornici su nešto veće, s promjerom od 21 mm i duljinom od 70 mm, poznatije pod nazivom 21700 ili 21-70. Ove baterije razvili su skupa Tesla i Panasonic, a odlikuju ih vrhunska svojstva pri niskim troškovima proizvodnje, uz optimalnu veličinu i za vozila i za kućne baterije. U Powerwallu i Powerpacku koristit će se Nikal Mangan Kobalt (NMC) litij-ionske baterije, a u Teslinu Modelu 3 Nikal Kobalt Aluminijev oksid (NCA).

## Strategija tvornice
Svaki dio tvornice pomno je osmišljen i u samoj izgradnji sudjeluje velik broj inženjera koji svojim znanjima konstruiraju tvornicu na način da joj ''povećaju gustoću'', odnosno da što više opreme stane u što manje prostora, tako da svaki dio tvornice bude uspješno iskorišten, kako kaže Teslin CTO J.B. Straubel. Tom strategijom pospješuju pad cijene baterija. Prema riječima Teslinog CEO-a Elona Muska, ova tvornica je ''stroj koji proizvodi strojeve''.
Tvornica je osmišljena tako da pomoću strategije vertikalne integracije poveća kvalitetu i smanji troškove proizvodnje - kompletna proizvodnja, od sirovine do gotovog proizvoda, odvija se pod jednim krovom. Masovnom proizvodnjom baterijama pada cijena – zbog automatizacije, manjih ulaganja i ostalih faktora. Zbog koncentriranja proizvodnje u jednu ovakvu tvornicu, očekuje se pad cijene baterija po kWh za 30%. Niža cijena baterija omogućava većem broju ljudi dostupnost proizvoda kao što su Teslini električni automobili ili pak Powerwall i Powerpack baterija. Na taj način svijet se više okreće obnovljivim izvorima energije

## Statistika
Tesla, Inc. posjeduje zemlju na kojoj se tvornica nalazi te samu građevinu, a dio iznajmljuje Panasonicu, koji posjeduje dio opreme.
Planirana godišnja proizvodnja baterija je 35 GWh, što je približno jednako ukupnoj trenutnoj svjetskoj proizvodnji baterija.
| Veličina objekta                | 0,5 milijuna m2 |
| Veličina radnog prostora        | 1,5 milijuna m2 |
| Broj zaposlenih                 | 6.500           |
| Godišnja proizvodnja automobila | 1.500.000       |
| Godišnja izlazna snaga          | 150 GWh         |

## Vanjske poveznice
- Gigafactory na tesla.com
- http://tahoereno.com/
- https://www.tesla.com/en_GB/powerwall?redirect=no
- https://www.tesla.com/en_GB/powerpack?redirect=no